# Philanisus fasciatus
Philanisus fasciatus är en nattsländeart som beskrevs av Edgar F. Riek 1977. Philanisus fasciatus ingår i släktet Philanisus och familjen Chathamiidae. Inga underarter finns listade i Catalogue of Life.